# Avon (rzeka w Hampshire)
Avon (ang. River Avon) – rzeka w południowej Anglii, przepływająca przez hrabstwa Wiltshire, Hampshire i Dorset. Wypływa na wschód od miasta Devizes (Wiltshire), przepływa m.in. przez Amesbury, Salisbury, Fordingbridge, Ringwood, Christchurch i uchodzi do kanału La Manche. Na części swojego biegu stanowi granicę pomiędzy hrabstwami Hampshire i Dorset.
Głównymi dopływami są rzeki Nadder i Bourne; obie uchodzą do Avon w mieście Salisbury.